# イヤール
イヤール（ヘブライ語: אִיָּר、英語: Iyar）はユダヤ暦の月。

## 概要
月名はバビロニア暦のに由来し、バビロン捕囚まではジブ（ヘブライ語: זיו、英語: Ziv）の月と呼ばれていた。
現代で使用されている政治暦では8月であるが、古代使用されていた宗教暦ではニサンの月から数えるため2月となる。詳しくはユダヤ暦#宗教暦と政治暦を参照のこと。
月の長さは29日間であり、グレゴリオ暦では、4月から5月の時期にあたる。

## 主な行事
- 04日 - イスラエル戦没者記念日（英語版）
- 05日 - イスラエル独立記念日（英語版）
- 14日 - ペサハ・シェイニー（英語版）
- 18日 - ラグオメル（英語版）
- 28日 - エルサレムの日